# 热力学过程
熱力學過程的定義是一個熱力學系統由開始到完結的狀態中所涉及的能量轉變。在過程中，路徑會因為受到某一些熱力學的變數要保持常數而變得指定，以下將以共軛對來對熱力學過程進行解說，因為當其中一個變數設為常數時，剛好是另一個的共軛對。
首先，壓力和容量是其中一個共軛對。因為兩者都涉及以傳送機械能或動能形式的作功。
- 在過程中，當壓力維持是常數時，稱為等壓過程。例子：在一個圓筒中有一個可動的活塞，從而令到在系統在與大氣壓力隔絕的情況下仍能保持一致。即是，系統在動能上透過一個可動的空間連結在一起，以達致一個等壓的貯存器。

- 相對地，當一個系統的容量維持是常數時，稱為等容過程，代表該系統對外圍沒有任何作功。對於一個二維空間，所有的從外來的熱能量傳送將直接被系統所吸收作為內能。例子：當燃燒一個密封的鐵罐內的空氣。在最初的時候，鐵罐並沒有變形（容量不變），但從系統的溫度和氣壓上升，可以結論氣體的內能有所增加，這亦是唯一的改變。

數學上，δQ = dU。這個系統可以說上動能上被一個固定的空間從外圍所隔絕。
另一組的共軛對是溫度和熵。皆因兩者都有透過加熱來傳送熱能。
- 等溫過程，顧名思義，在過程中溫度保持不變。例子：當貯存器的容量足夠大，或者是改變容量的過程足夠慢，被浸在一個恆溫水池等等。換句話說，這個系統在溫度被一個可傳熱的空間連結在一起。

- 在過程中，系統的淨能量沒有因為加熱或冷卻而有所改變，稱為絕熱過程。對於一個可逆的過程，這與等熵過程一樣。我們可說這個系統因為一個絕緣的空間在熱能上與外圍隔絕。留意的是，如果一個系統中的熵未達到最高的平衡數值，那麼熵的值在系統縱使在熱能上被隔絕仍會一直增加。

- 一個等熵過程就是熵的數值一直是常數。對於一個可逆的過程，這與絕熱過程一樣。如果一個系統中的熵未達到最高的平衡數值時，對該系統進行冷卻便可能需要維持熵的數值不變。

任何熱力學勢都可能在過程中保持常數，
例如：在一個等焓過程中，焓保持不變。
備註：上述的過程都假設在兩個空間之中沒有任何粒子滲透。
我們可以假設兩個空間都是固定而絕熱的，但是可以對於多過一種粒子進行滲透。同樣的考慮可以應用在化學勢和粒子數目的共軛對。